# Мальчиш-Плохиш
Мальчи́ш-Плохи́ш — отрицательный персонаж сказки Аркадия Гайдара «Сказка о Военной тайне, о Мальчише-Кибальчише и его твёрдом слове» и её экранизаций («Сказка о Мальчише-Кибальчише»), средоточие отрицательных качеств. Он лицемер, вредитель и гнусный предатель. Антипод персонажа — Мальчиш-Кибальчиш.

## Описание
После ухода старших на войну с напавшими на страну злобными «буржуинами», когда Кибальчиш возглавил сопротивление последней оставшейся силы, мальчишек — «мальчишей», Плохиш примкнул к ним, но только для вида, а на самом деле он «захотел в буржуинство». Он совершает диверсию, уничтожая боеприпасы.

Вот сидят буржуины и думают: что же это такое им делать? Вдруг видят: вылезает из-за кустов Мальчиш-Плохиш и прямо к ним.
— Радуйтесь! — кричит он им. — Это всё я, Плохиш, сделал. Я дров нарубил, я сена натащил, и зажёг я все ящики с чёрными бомбами, с белыми снарядами да жёлтыми патронами. То-то сейчас грохнет!
Обрадовались тогда буржуины, записали поскорее Мальчиша-Плохиша в своё буржуинство и дали ему целую бочку варенья да целую корзину печенья.
Сидит Мальчиш-Плохиш, жрёт и радуется.

О его дальнейшей судьбе после предательства ничего не сказано.
По мнению С. Я. Маршака, характер Плохиша крайне условен, главной его отличительной чертой является имя.

## Культурное влияние
- В современном разговорном русском языке имя Мальчиша-Плохиша стало нарицательным, широко используясь в качестве ироничного обозначения плохого человека[1]. Впрочем, в современной публицистике оно используется и в положительном контексте[3].
- Упоминания Плохиша содержатся в стихах В. А. Берязева («И у Мальчиша-Плохиша…»), Е. Э. Лесина («Ну да, конечно, всем не угодишь…») и др. Прозвище «Плохиш» носит один из персонажей «Патологий» Прилепина.
- В альбоме рэпера Славы КПСС «Чудовище погубившее мир» присутствует песня с названием «Мальчиш плохиш».